# 德尔塔 (犹他州)
德尔塔（Delta）是美国犹他州米勒德县的一座城市。